# Jean Amilcar
Jean Amilcar (1781 - 1796) fue un hijo adoptivo del rey Luis XVI y la reina María Antonieta de Francia.

## Biografía
Jean Amilcar era del Senegal francés y fue esclavizado cuando era niño por el oficial Chevalier de Boufflers. Cuando Chevalier de Boufflers regresó a Francia en 1787, trajo consigo a Amilcar y se lo presentó a la reina María Antonieta como un "regalo".
La reina se negó a tener un "moro [negro] esclavo" como Madame du Barry, a la que odiaba, ya que le parecía algo ridículo y anticuado, así que lo hizo manumitir, bautizar y adoptar; es decir, se convirtió en su hijo adoptivo. No fue el primer niño acogido como hijo adoptivo de la reina, ya que pagar por niños adoptivos pobres era una parte normal de la caridad que se esperaba de una reina. Sin embargo, a diferencia de los otros hijos adoptivos de la soberana, Armand Gagné, Ernestine Lambriquet y "Zoë" Jeanne Louise Victoire, no fue criado con la reina en la corte. La soberana lo hizo internar en un internado en Saint-Cloud a sus expensas. María Antonieta siguió pagando por él incluso después del estallido de la Revolución Francesa en 1789, y permaneció en el internado.
Cuando María Antonieta fue encarcelada en 1792, ya no pudo pagar su tarifa. Esto resultó en la expulsión de Jean Amilcar de su escuela. La suposición tradicional era que después de su expulsión del internado murió de hambre en la calle. Sin embargo, investigaciones posteriores han demostrado que esto es falso. Jean, que en ese momento tenía once años, fue atendido por uno de sus maestros, Quentin Beldon, quien solicitó al gobierno que se encargara de la escolarización de Jean en referencia al apoyo que el gobierno revolucionario brindaba a las personas que habían sido esclavizadas durante el anterior régimen. Mostrando talento para el dibujo, Jean Amilcar pudo inscribirse en la Academia Liancourt de París con apoyo estatal en 1796. Sin embargo, murió a causa de una enfermedad en un hospital de París ese mismo año, con catorce o quince años.